# 刘有成
刘有成（1920年11月6日—2016年1月31日），男，安徽舒城人，中国有机化学家，中国科学院院士。

## 生平
1935年毕业于舒城中学初中部。1942年毕业于国立中央大学农学院农业化学系。1945年考取奖学金赴英国留学，1948年在利兹大学有机化学系研究生毕业，获哲学博士学位。随后赴美国西北大学从事博士后研究，1951年到芝加哥大学随M.S.Kharasch教授任博士后研究员。
1954年回国后历任兰州大学化学系教授、系主任、系名誉主任、校学术委员会主任。1987年至1993年应国家教委聘任，担任兰州大学应用有机化学国家重点实验室主任兼学术委员会主任。1994年起任中国科学技术大学教授。
1980年当选为中国科学院学部委员（院士）。2008年当选为英国皇家化学会会士。2013年获得物理有机化学终身成就奖。
2016年1月31日9时在安徽合肥逝世，享年96岁。